# قطع کردن (فیلم)
قطع کردن تلفن (به انگلیسی: Hanging Up) فیلمی محصول سال ۲۰۰۰ و به کارگردانی دایان کیتن است. در این فیلم بازیگرانی همچون مگ رایان، دایان کیتن، لیسا کودرو، والتر ماتائو، آدام آرکین، کلوریس لیچمن، جسی جیمز، ادی مک‌کلرگ، ماری چیتم، میندی کریست و سلیا وستون ایفای نقش کرده‌اند.